# 福爾圖納岩
54°6′S 36°47′W / 54.100°S 36.783°W
福爾圖納岩（德語：Fortuna Rocks），是南極洲的岩石，位於南喬治亞群島，處於福圖納灣入口處東面，由德國探險隊繪入地圖，由英國海外領土管轄。